# Instrument cu coarde

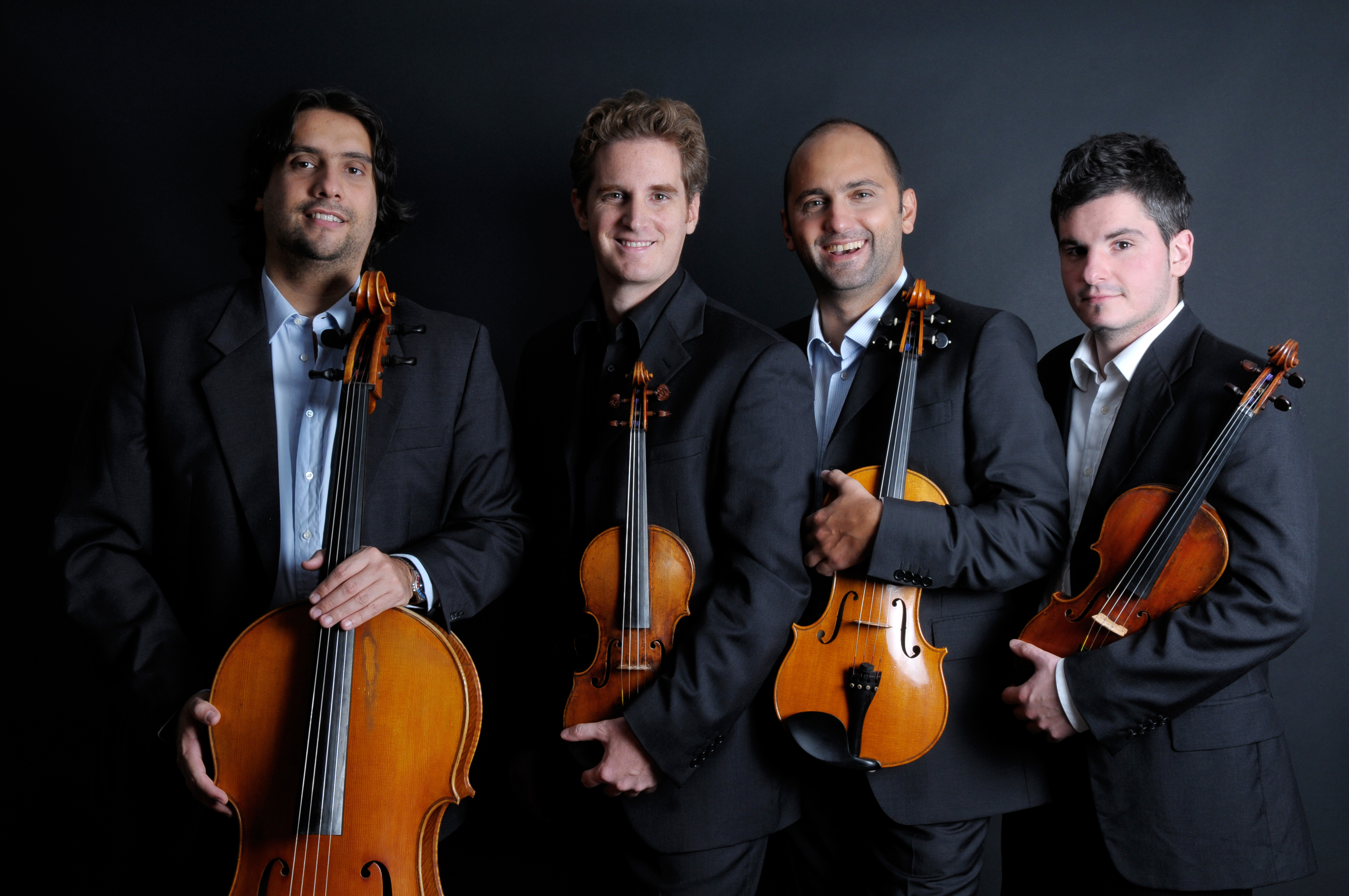
Un cvartet de coarde. De la stânga la dreapta: violoncel, vioară, violă și vioară.

Un instrument cu coarde numite și strune  este un instrument muzical alcătuit dintr-o cutie de rezonanță și un număr de coarde întinse deasupra sau în interiorul ei. Conform sistemului Sachs-Hornbostel, instrumentul cu coarde se mai numește instrument cordofon. Un grup de astfel de instrumente mai poate fi numit doar coarde (denumirea este folosită cel mai frecvent în legătură cu instrumentele de acest fel care intră în orchestra simfonică – vioara, viola, violoncelul și contrabasul).

## Clasificare
Coardele sunt puse în vibrație prin diverse procedee, dintre care cele mai întâlnite sunt: ciupirea, lovirea și frecarea. Construcția fiecărui instrument muzical avantajează doar una din aceste metode de execuție, deși sunt posibile (și uneori chiar folosite) și celelalte procedee.

### Coarde ciupite

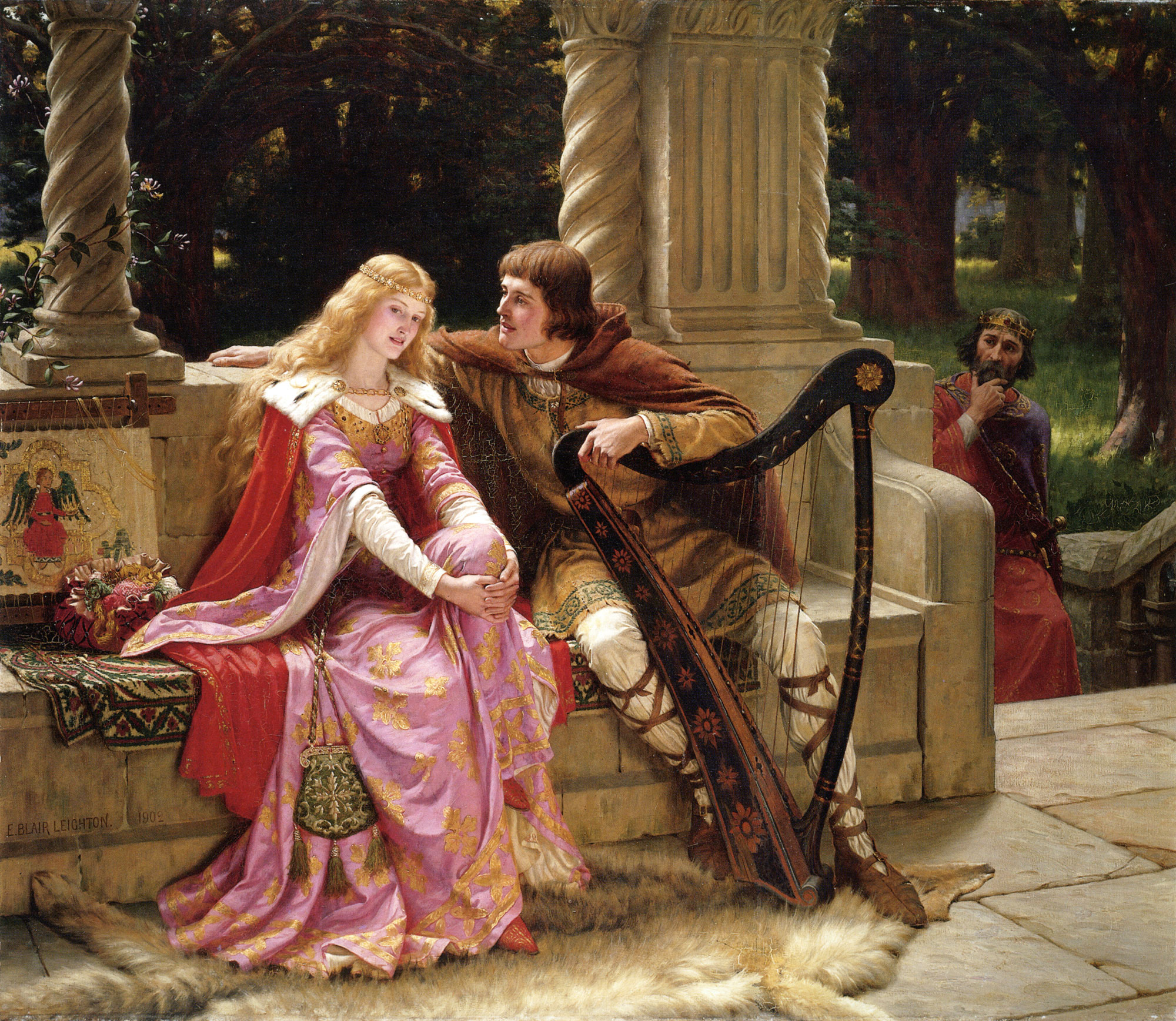
Tristan şi Isolda (1902) de E.B. Leighton. Îndrăgostiții sunt așezați pe o bancă, iar Tristan ține în mână o harpă mică.

Probabil sunt cele mai vechi instrumente cu coarde inventate în istorie. Sunt ciupite cu degetele ori cu ajutorul unui mic obiect elastic așezat între degete sau aflat în mecanica instrumentului (după caz), numit plectru sau, colocvial, pană. Pentru instrumentele ale căror coarde sunt întinse deasupra cutiei de rezonanță, gaura de rezonanță este largă, sub forma unei rozete (rotunde sau ovale, cel mai adesea) sau, mai rar, a efurilor.
Sunetul lor este percusiv (motiv pentru care în muzica de consum figurează adesea în secția ritmică a ansamblului), iar duratele produse nu pot fi prelungite după voia interpretului decât prin repetarea rapidă a înălțimii dorite (procedeul se numește tremolo). În cazul executării de acorduri ample sau complexe ca sonoritate, este preferată arpegierea lor (ciupirea pe rând a coardelor).
Coardele ciupite au fost folosite foarte mult în Renaștere și Baroc, fiind apoi înlocuite de coarde lovite sau frecate din cauza sonorității lor discrete, problematice pentru concertele date în săli de mari dimensiuni. Revenirea lor s-a produs în secolul XX, odată cu apariția mijloacelor electrice de amplificare a sunetului unui instrument; de asemenea, interesul sporit manifestat pentru muzica veche a avut un rol semnificativ în reafirmarea unor instrumente abandonate de secole.
Exemple de instrumente cu coarde:
- ciupite cu degetele sau cu un plectru așezat între degete – chitară, lăută, banjo, mandolină, țiteră, harpă[10]
- ciupite de mecanisme acționate indirect prin claviatura instrumentului – virginal, spinetă, clavecin

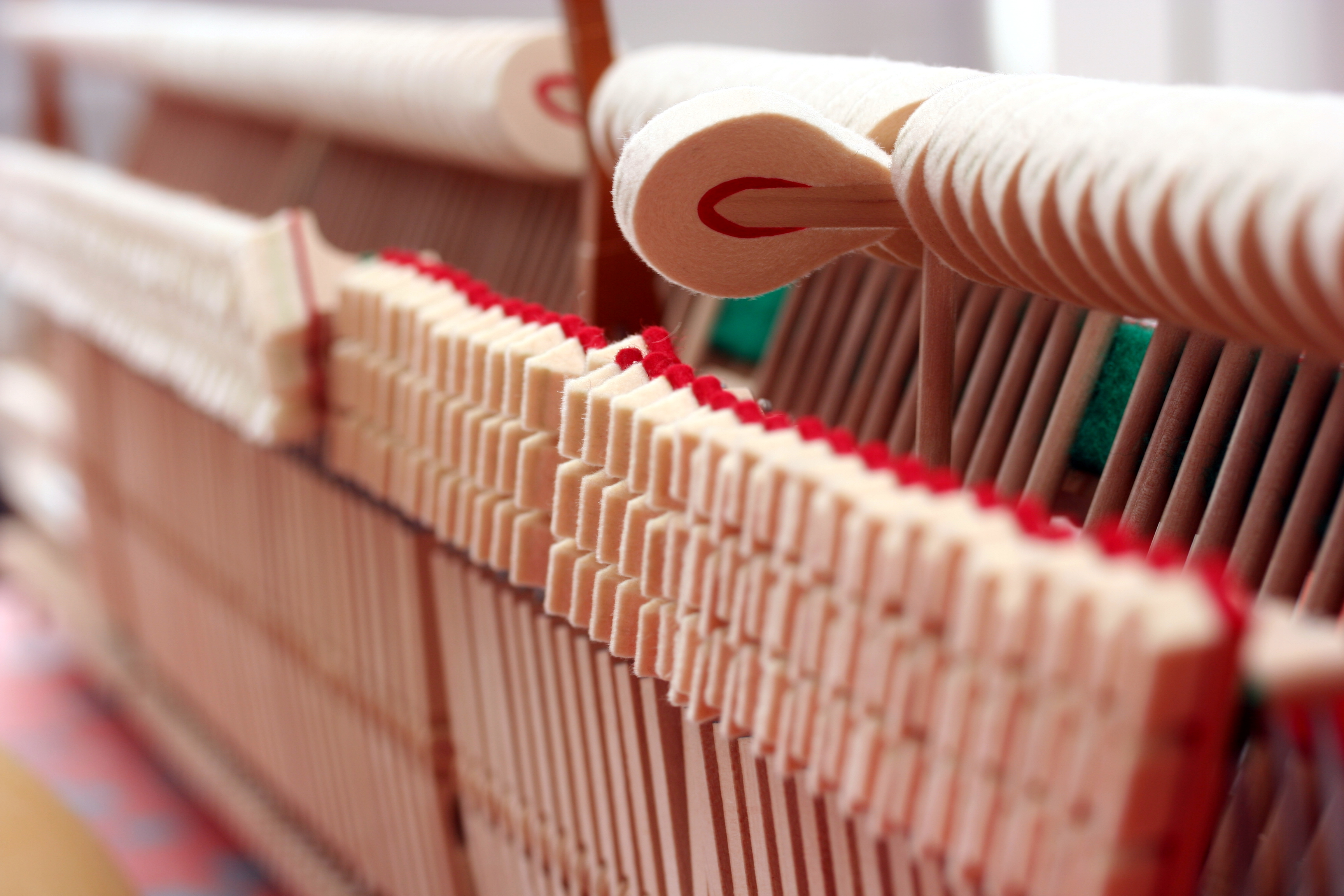
Mecanismul pentru lovirea corzilor unei pianine. Capetele ciocanelor se află în partea de sus a imaginii. Ciocanul retras din rând este acţionat prin apăsarea clapei corespunzătoare; el va înainta şi lovi coardele din dreptul lui.

### Coarde lovite
Procedeul de execuție este asemănător cu ciupirea. Pentru punerea în vibrație a corzilor, se folosesc ciocănele ale căror capete sunt îmbrăcate în pâslă – ele sunt fie mânuite de interpret (în număr de două, fiecărei mâini revenindu-i unul), fie acționate prin mecanica instrumentului. Cele mai cunoscute instrumente cu coarde lovite sunt pianul și țambalul. Pianul, „urmaș” al clavecinului, are avantajul unei dinamici mult mai bogate și a unui tușeu care permite apăsarea mai ușoară și rapidă a clapelor.

### Coarde frecate

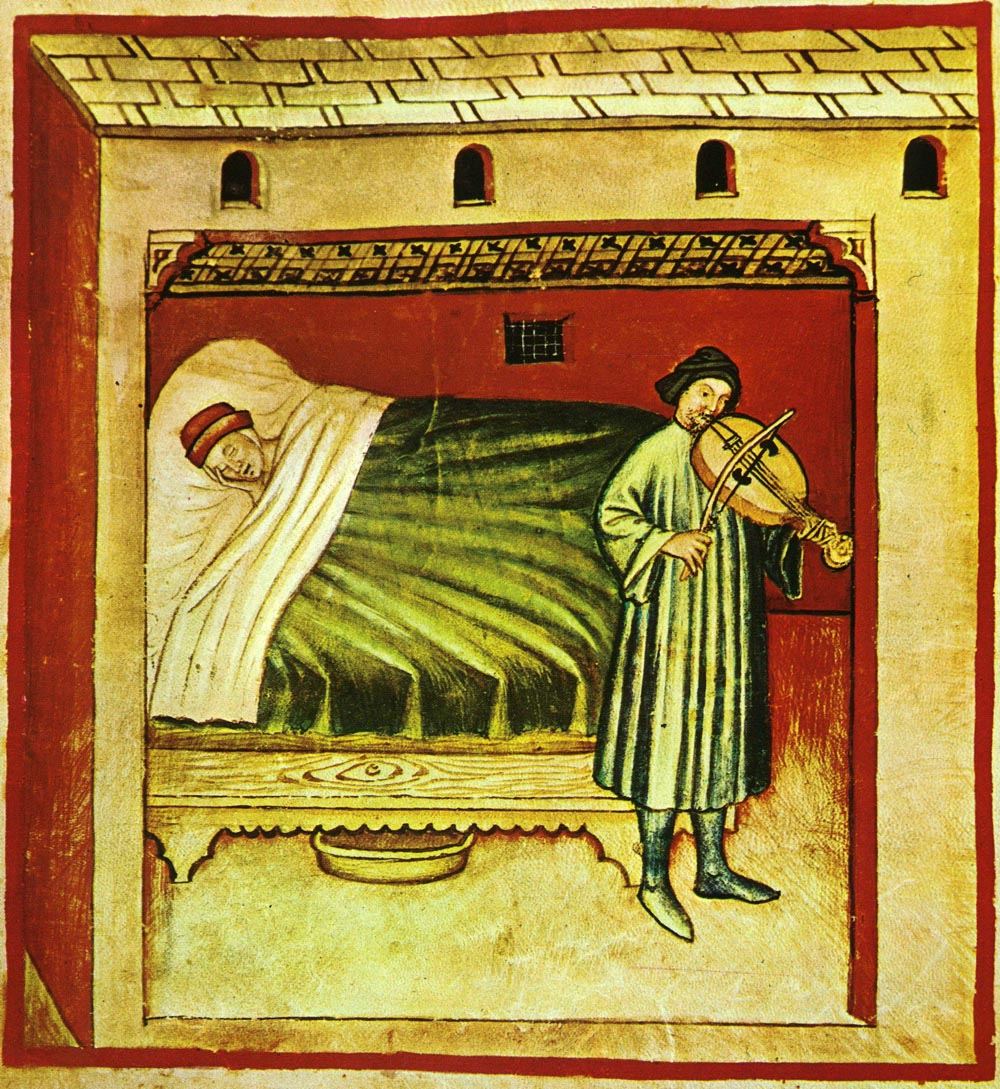
Imagine din tratatul de medicină Tacuinum Sanitatis al lui Ibn Butlan (sec. XI). Muzicantul cântă la o vielă cu arcuș, strămoș al viorii.

Principalele elemente ale instrumentelor cu coarde cu arcuș sunt cutia perforată de două f-uri, eclisele, fundul, inima viorii și gâtul pe care este fixat prăgușul; cele patru coarde sunt întinse de rotația cuielor de abanos. Cele mai cunoscute instrumente cu coarde si arcuș sunt cele din familia viorii.
Aceste instrumente folosesc de regulă un arcuș pentru punerea în vibrație a coardelor. Tehnica avansată de construcție și interpretare plasează inventarea coardelor frecate într-o epocă ulterioară apariției tipurilor deja prezentate. Frecarea este produsă cel mai frecvent prin intermediul unui arcuș controlat în mod direct de mâna instrumentistului; există, totuși, cazuri în care coardele sunt frecate de un mecanism (exemplul cel mai cunoscut este viela cu roată, sub ale cărei corzi se află o roată care le pune în vibrație prin acționarea unei manivele). În cazul unui instrument cu coarde frecate, corzile sunt întinse deasupra unei cutii de rezonanță cu rozetă sau efuri. Aceste instrumente sunt mai sonore decât coardele ciupite.
Cele mai cunoscute instrumente cu coarde frecate folosesc arcușul și fac parte din familia viorii (vioară, violă, violoncel, contrabas), fiind singurele coarde frecate ce intră în componența unei orchestre simfonice. Deși multe partituri orchestrale folosesc instrumente cu coarde ciupite (harpa sau, mai rar, chitara) și lovite (pianul), denumirea de „coarde” în raport cu orchestra nu se va referi la ele, ci exclusiv la coardele frecate. Astfel, scriitura pentru „coarde” folosește cinci partide: vioara întâi, vioara a doua, violă, violoncel și contrabas. (Contrabasul lipsește uneori. În unele partituri, contrabasul are exclusiv rolul de a dubla violoncelul la octava inferioară. Când este prezent în scriitura barocă, contrabasul interpretează linia basului continuu alături de cel puțin un instrument polifonic, de regulă cu coarde ciupite. În aceste cazuri, contrabasul poate nici să nu figureze în partitură, includerea lui în ansamblu ținând de stilistica dorită.) Partidele de coarde cu arcuș din orchestra simfonică, neacompaniate de alte instrumente, formează o orchestră de coarde. În muzica de cameră, un cvartet de coarde include două viori, o violă și un violoncel.
Se cuvin amintite și membrele din familia violei (viola da braccio, viola da gamba, viola d'amore, violone ș.a.) folosite în special pentru interpretarea partiturilor de muzică veche.

## Modul de producere a sunetelor

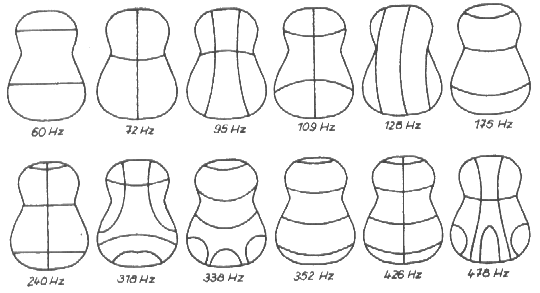
Liniile Chladni.

### Generarea sunetului
Sunetele originează cu vibrația coardelor (produsă cu un arcuș, prin ciupire sau prin lovire). Frecvența de oscilație a unei coarde, care determină înălțimea sunetului, este dată de trei factori: lungimea coardei, greutatea coardei pe unitatea de lungime și tensiunea din coardă.

### Amplificarea sunetului și figurile Chladni
Coardele produc un sunet de volum redus.  Din acest motiv sunetul este amplificat de o cutie de rezonanță. Pentru instrumentele cu coarde cu arcuș este posibilă vizualizarea oscilației cutiei de rezonanță în liniile Chaldni, numite astfel după cel care le-a observat pentru prima dată în secolul al XVIII-lea. Chiar și pentru forma cea mai simplă de disc există un mare număr de oscilații complexe.

## Galerie de instrumente cu coarde

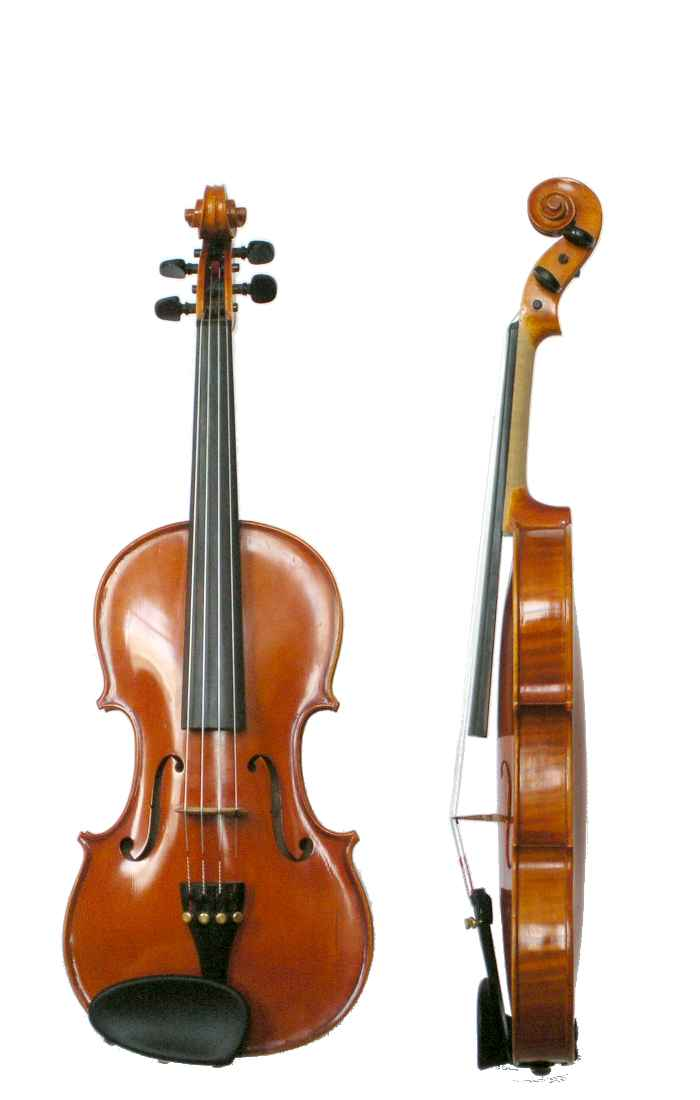
Vioară
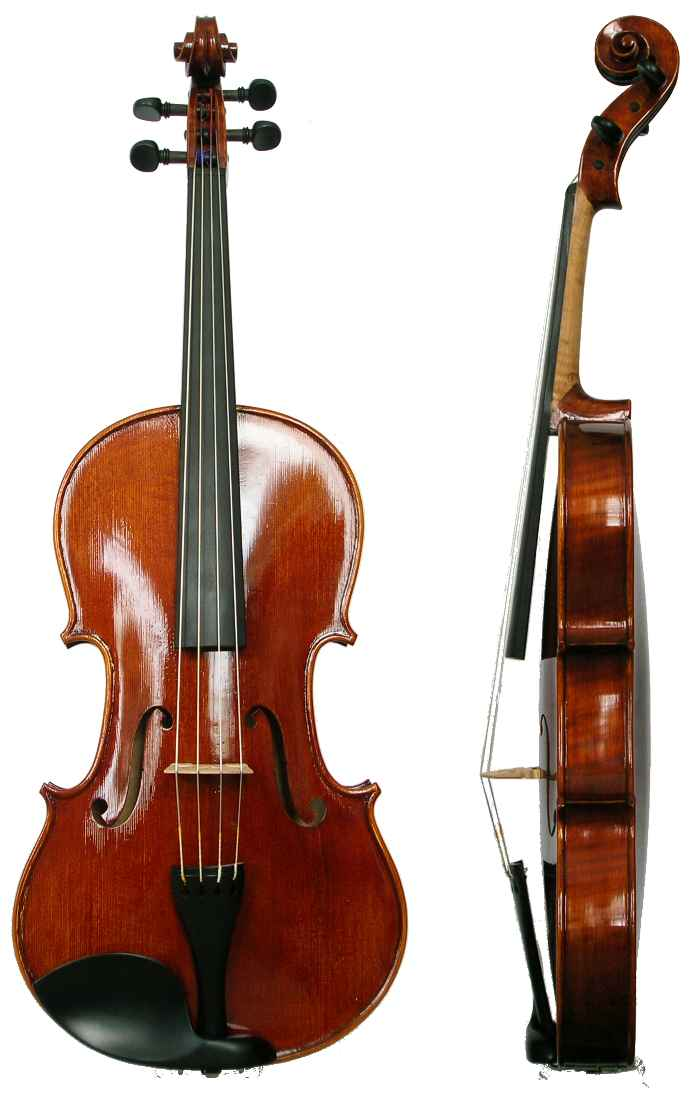
Violă
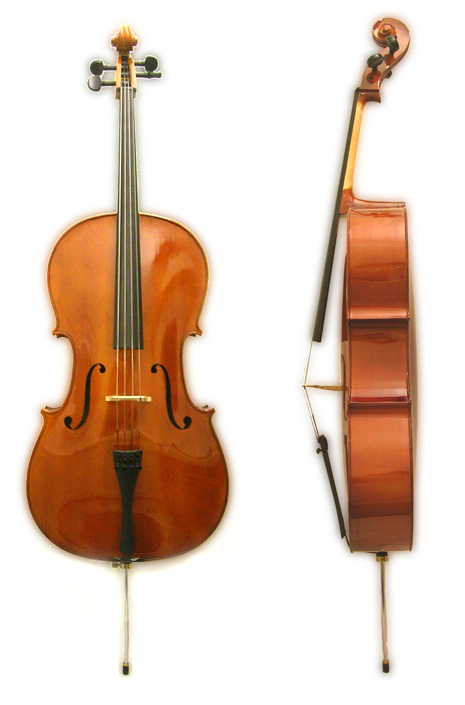
Violoncel
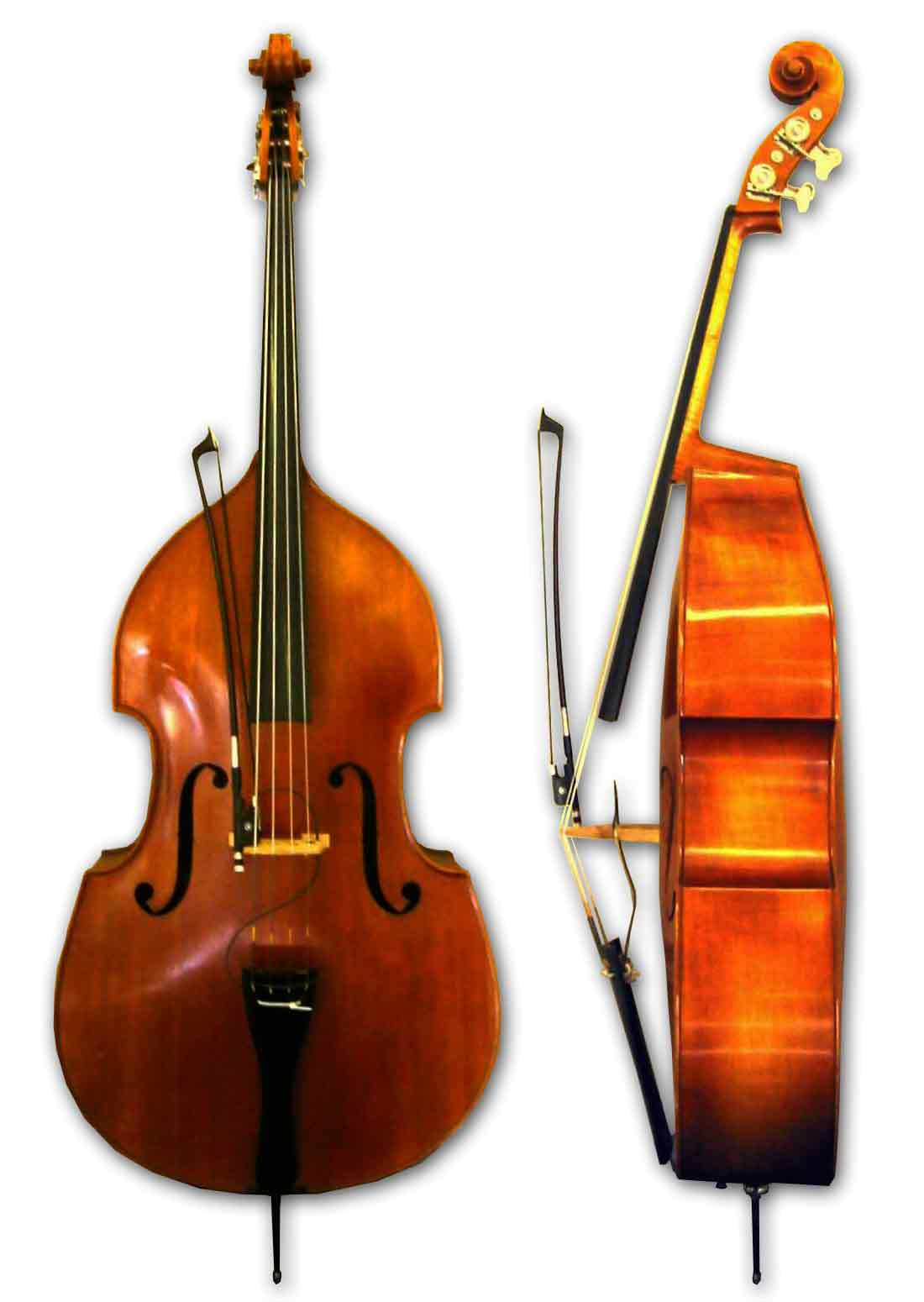
Contrabas
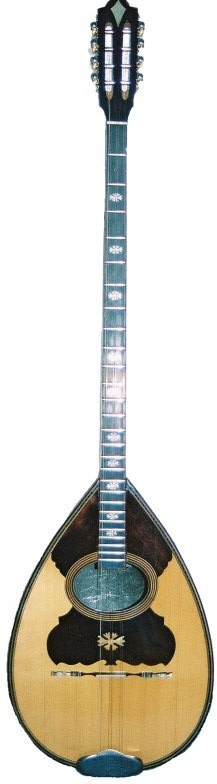
Bouzouki
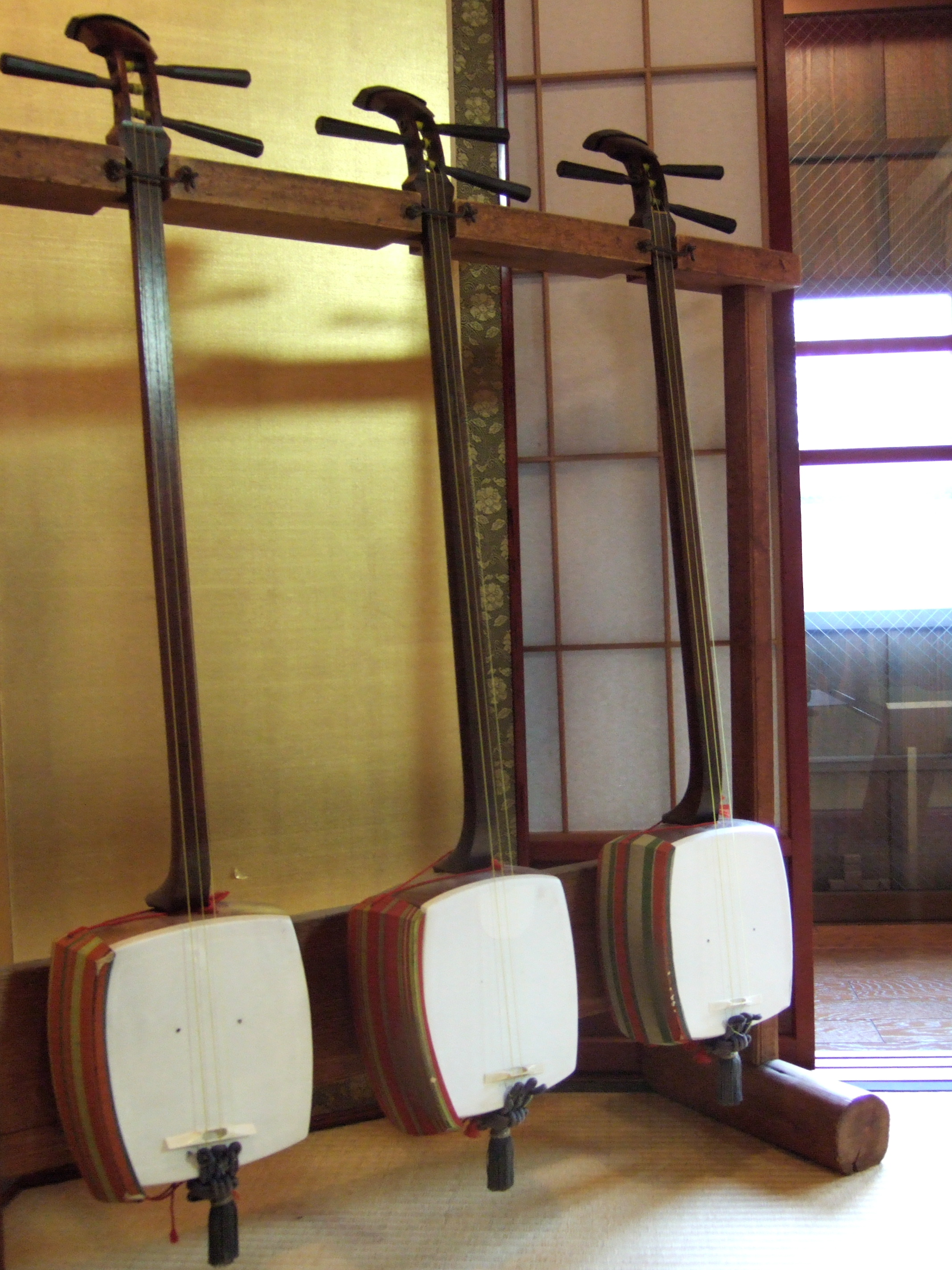
Shamisen
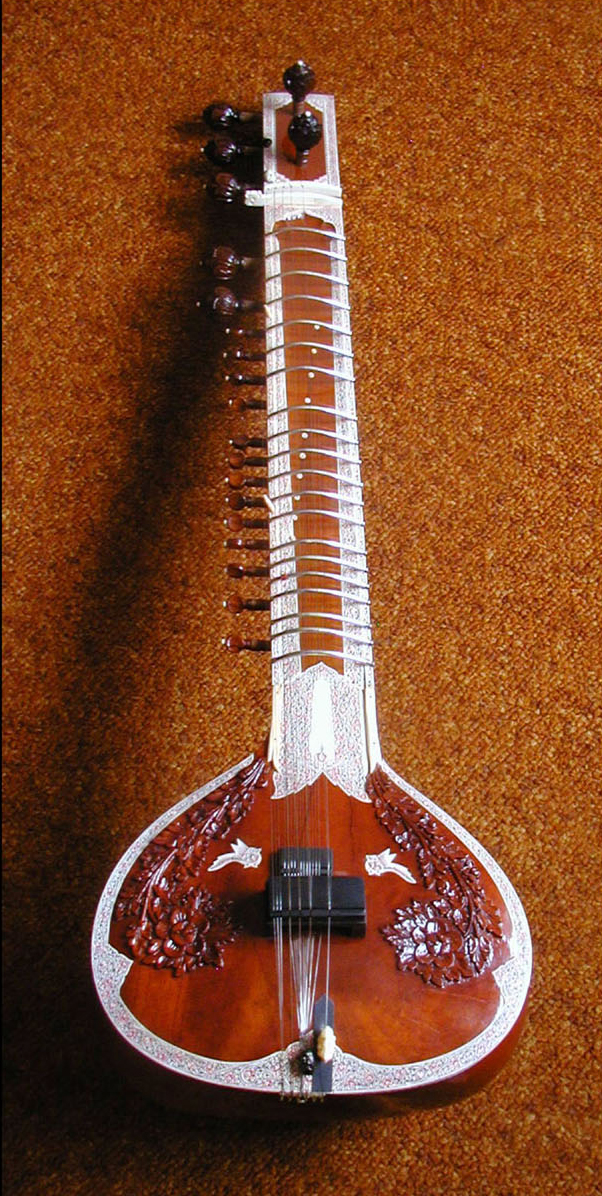
Sitar
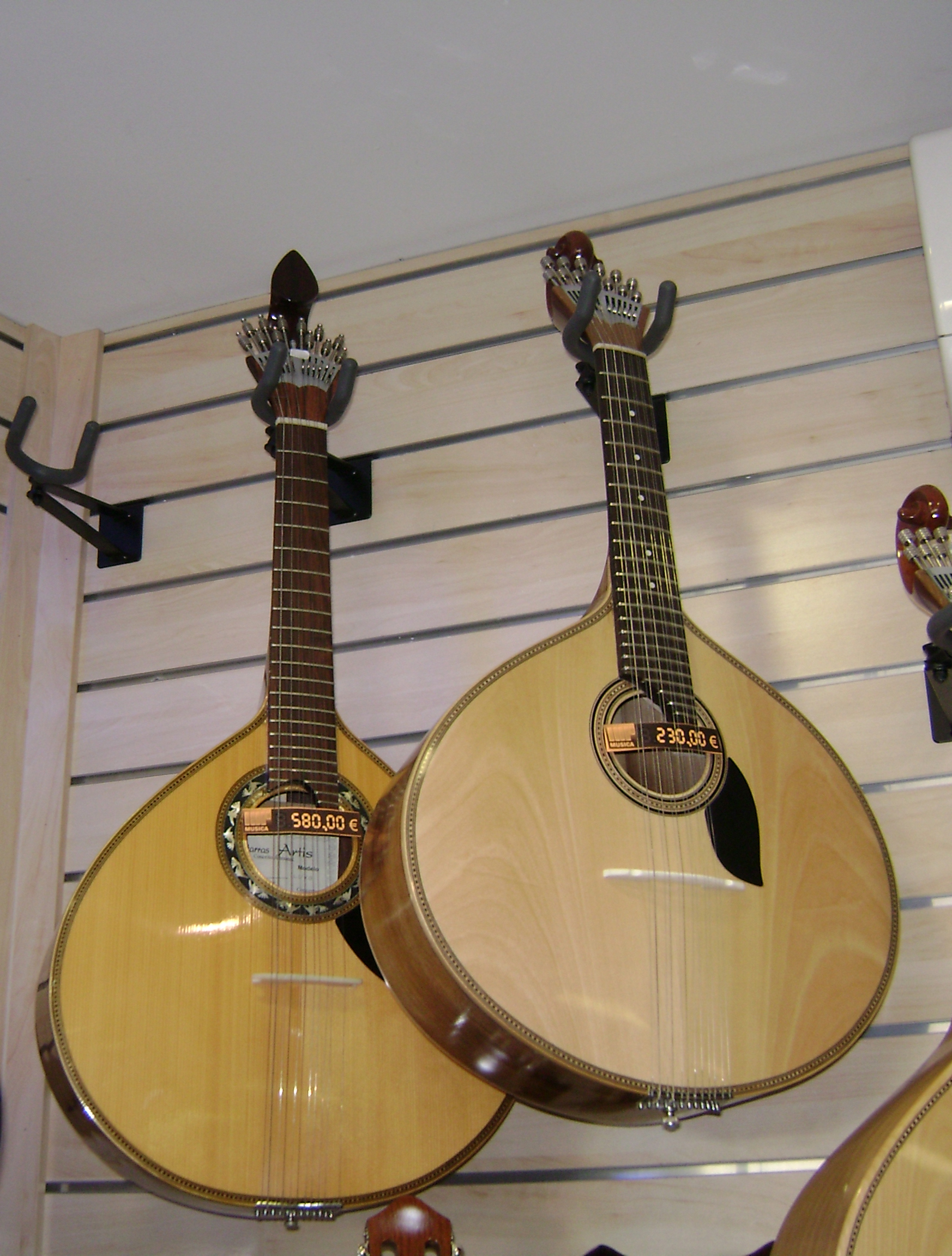
Chitare portugheze stânga: Coimbra – dreapta: Lisboa